# الکساندروفکا (جمهوری آلتای)
الکساندروفکا (به لاتین: Aleksandrovka) یک منطقهٔ مسکونی در روسیه است که در جمهوری آلتای واقع شده‌است.